# 坎皮納 (城市)

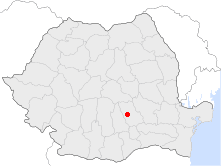

坎皮納（羅馬尼亞語：Câmpina）是羅馬尼亞的城市，位於該國中部，距離首府普洛耶什蒂31公里，由普拉霍瓦縣負責管轄，面積7.4平方公里，海拔高度443米，2009年人口37,354，大多數居民信奉東正教。